# Paruline triligne
Basileuterus tristriatus
Espèce
Statut de conservation UICN

 LC  : Préoccupation mineure
La Paruline triligne (Basileuterus tristriatus) est une espèce de passereaux appartenant à la famille des Parulidae.

## Distribution
La Paruline triligne se trouve dans les pays suivants : Venezuela, Pérou, Colombie et Équateur.

## Taxonomie
À la suite d'une étude phylogénique de Gutiérrez-Pinto et al. (2012) et d'une analyse morphologique et géographique de Donegan (2014), le Congrès ornithologique international (COI) (classification version 4.4, 2014) divise cette espèce en quatre.
La sous-espèce B. t. tacarcunae devient l'espèce Basileuterus tacarcunae Chapman, 1924. La sous-espèce B. t. chitrensis est aussi séparée et devient l'espèce Basileuterus melanotis, le changement de nom étant dû au fait que la première description de cette sous-espèce avait été faite sous ce nom. Enfin, les sous-espèces B. t. inconscpicuus, B. t. canens et B. t. punctipectus forment la nouvelle espèce Basileuterus punctipectus.
Une étude de Salaman (2015) décrit une nouvelle sous-espèce, B. t. sanlucasensis, présente en Colombie.

### Sous-espèces
D'après la classification de référence (version 5.2, 2015) du Congrès ornithologique international, cette espèce est constituée des huit sous-espèces suivantes (ordre phylogénique) :
- B. t. daedalus Bangs, 1908 ;
- B. t. sanlucasensis	 Salaman, 2015 ;
- B. t. auricularis Sharpe, 1885 ;
- B. t. meridanus Sharpe, 1885 ;
- B. t. bessereri Hellmayr, 1922 ;
- B. t. pariae Phelps, Sr & Phelps, Jr, 1949 ;
- B. t. baezae Chapman, 1924 ;
- B. t. tristriatus (Tschudi, 1844) ;

## Habitat
Cette paruline habite les forêts humides des monts de faibles hauteurs des régions subtropicales. On l'observe aussi dans les lisières forestières et les forêts secondaires bien développées entre 300 m et 2 700 m d'altitude, mais plus souvent entre 1 000 m et 2 000 m.